# 贾科莫·德拉·波尔塔

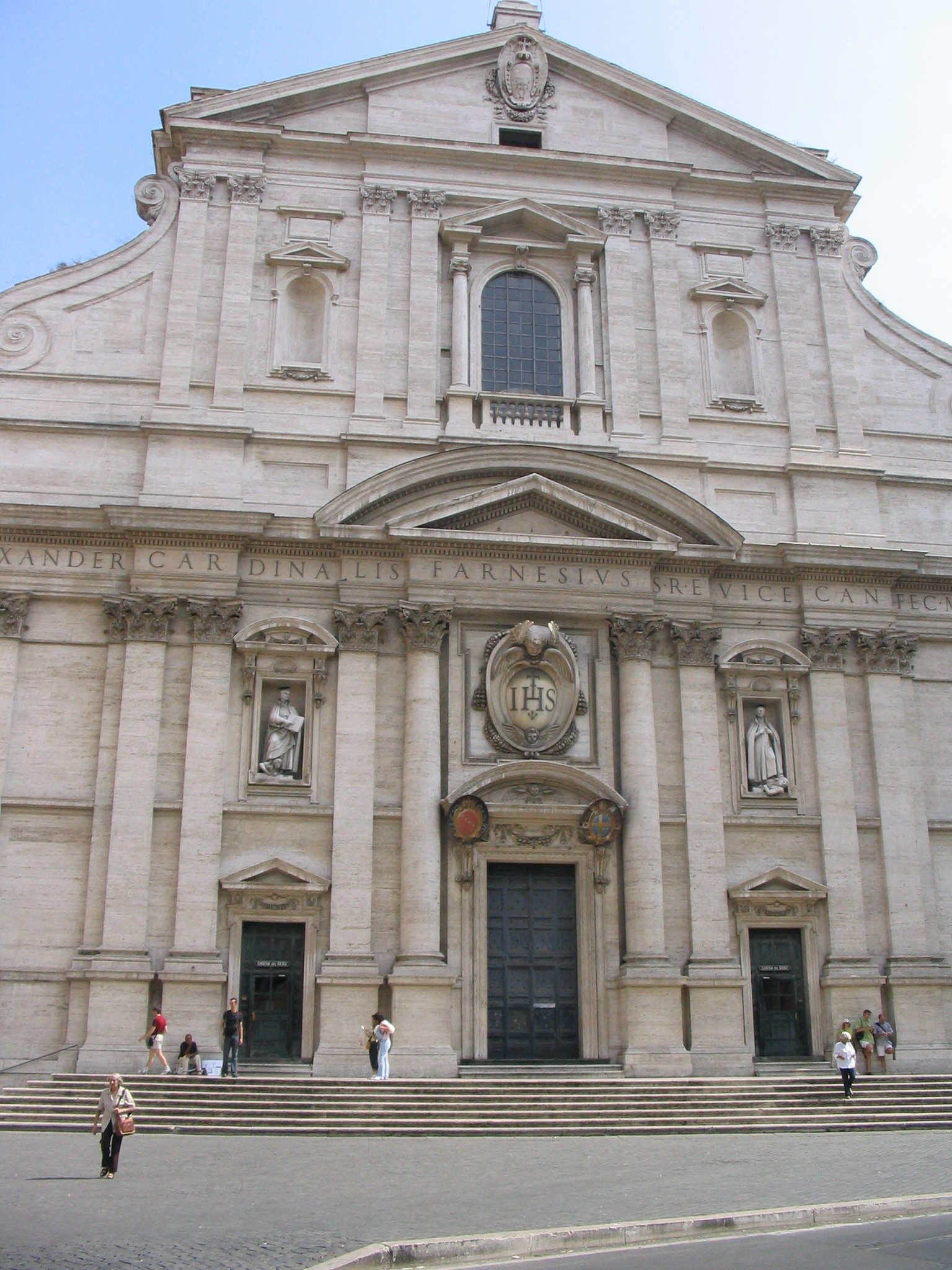
耶稣教堂立面

贾科莫·德拉·波尔塔（義大利語：Giacomo della Porta，1533年—1602年），出生于伦巴第波尔莱扎，16世纪意大利建筑师、雕塑家。
波尔塔是米开朗基罗与维尼奥拉的学生，并深受他们影响。1573年维尼奥拉逝世后，波尔塔继续完成了他与维尼奥拉合作的耶稣教堂。同时，他也接替维尼奥拉，继续主持营造圣伯多禄大殿，并于1590年与多梅尼科·丰塔纳合作完成了米开朗基罗最初设计的圆顶方案。